# Olena Schurchno
Olena Schurchno (ukrainisch Олена Шурхно, engl. Transkription Olena Shurkhno, geb. Самко – Samko; * 8. Januar 1978) ist eine ukrainische Marathonläuferin.

## Werdegang
2004 gewann sie den Wiener Herbstmarathon und 2005 den Hasetal-Marathon.
2006 siegte sie beim Linz-Marathon in ihrer persönlichen Bestzeit von 2:39:17 h sowie beim Münster-Marathon und wurde Zweite beim Monaco-Marathon.
2007 gewann sie den Country Music Marathon mit einer Zeit von 2:37:52 h. Im Jahr darauf wurde sie jeweils Zweite beim Country Music Marathon in 2:33:37 h und beim Toronto Waterfront Marathon in ihrer persönlichen Bestzeit von 2:30:13 h.
2009 siegte sie beim Rock ’n’ Roll Arizona Marathon in 2:31:22 h. Im Jahr darauf gelang ihr nach einem dritten Platz in Arizona ein Sieg beim Baltimore-Marathon.
2011 blieb sie erstmals unter zweieinhalb Stunden: zunächst als Vierte beim wegen seines Gefälles nicht bestenlistentauglichen Rock ’n’ Roll Marathon (2:28:34), dann als Titelverteidigerin in Baltimore (2:29:11 h).
2012 wurde Olena Schurchno Siebte beim Nagoya-Marathon und stellte im September als Dritte beim Berlin-Marathon mit 2:23:32 h einen ukrainischen Rekord auf.
2014 wurde sie Achte beim Yokohama-Marathon, und 2015 siegte sie beim Macau-Marathon.